# Східцевий потенціальний бар'єр

Типовий східцевий потенціальний бар'єр.

Східцевий потенціальний бар'єр (Step— like potential barrier) — це потенційний бар'єр, який описується функцією Гевісайда, з особливістю в точці {\displaystyle x=0}.
Таким чином, нехай потенціальне поле {\displaystyle V(x)} має наступну залежність від координати {\displaystyle x} (ми розглядаємо одновимірний випадок):
{\displaystyle V(x)={\begin{cases}0,&x<0\\V_{0},&x\geq \;0\end{cases}}}.
Відповідно до класичної механіки, частка з енергією {\displaystyle E<V_{0}}, рухається в такому полі зліва на право, доходячи до «потенціальної стінки», тривіально «відбивається» від неї, починаючи зворотний рух. Якщо {\displaystyle E>V_{0}}, тоді частка продовжує свій рух в попередньому напрямі, правда з меншою швидкістю. В квантовій механіці виникає нове явище — навіть при {\displaystyle E>V_{0}}, оскільки частка і в цьому випадку може відбитися від «потенціальної стінки». Ймовірність відбиття обчислюється наступним чином.
Нехай частка рухається зліва направо. При великих позитивних значеннях {\displaystyle x} хвильова функція повинна описувати частку, яка пройшла «над стінкою» і рухається в позитивному напрямі осі {\displaystyle x}, тобто повинна мати асимптотичний вигляд:
{\displaystyle \psi (x)\approx \;Ae^{ik_{2}x},} при {\displaystyle x\to \;\infty :}
де {\displaystyle k_{2}={\frac {1}{\hbar \;{\sqrt {2m(E-V_{0})}}}}}- хвильовий вектор при {\displaystyle x>0}, а {\displaystyle A}- постійна, котра буде знайдена нижче. Знаходячи розв'язок рівняння Шредінгера для даної задачі, обчислимо асимптотичний вираз при {\displaystyle x\to \;-\infty :}; воно є лінійною комбінацією двох розв'язків рівняння вільного руху, і має вигляд:
{\displaystyle \psi (x)\approx \;e^{ik_{1}x}+Be^{-ik_{1}x},} при {\displaystyle x\to \;-\infty :}
де {\displaystyle k_{1}={\frac {1}{\hbar \;{\sqrt {2mE}}}}}- хвильовий вектор в області {\displaystyle x<0}.
Постійні {\displaystyle A} та {\displaystyle B} визначаються із умови неперервності {\displaystyle \psi } та {\displaystyle d\psi /dx} пр {\displaystyle x=0}:
{\displaystyle 1+B=A}, {\displaystyle k_{1}(1-B)=k_{2}A}
звідки знаходимо
{\displaystyle A={\frac {2k_{1}}{k_{1}+k_{2}}}}, {\displaystyle B={\frac {k_{1}-k_{2}}{k_{1}+k_{2}}}}
Перший член відповідає падаючій на стінку частці, а другий член відповідає відбиту від стінки частку. Густина потоку ймовірності в падаючій хвилі пропорційна {\displaystyle k_{1}}: у відбитій — {\displaystyle k_{1}|B|^{2}}, а в тій, що пройшла — {\displaystyle k_{2}|A|^{2}}. Визначимо «коефіцієнт проникності» {\displaystyle D} частки, як відношення густини потоку ймовірності в хвилі, що пройшла, до густини потоку в падаючій хвилі:
{\displaystyle D={\frac {k_{2}}{k_{1}}}|A|^{2}}.
Аналогічним чином можна визначити «коефіцієнт відбиття» {\displaystyle R}, як відношення густини відбитого потоку до падаючого; очевидно, що {\displaystyle R=1-D}:
{\displaystyle R=|B|^{2}=1-{\frac {k_{2}}{k_{1}}}|A|^{2}}
це співвідношення між А та В виконується автоматично. Підставляючи значення констант А та В в отримані формули і знаходимо явний вигляд коефіцієнта відбиття:
{\displaystyle R=({\frac {k_{1}-k_{2}}{k_{1}+k_{2}}})^{2}=({\frac {p_{1}-p_{2}}{p_{1}+p_{2}}})^{2}},
який при {\displaystyle E=V_{0}(k_{2}=0)} стає рівний одиниці, а при {\displaystyle E\to \;\infty :} прямує до нуля, як {\displaystyle R=(V_{0}/4E)^{2}}.

## Квантово-механічний імпеданс (Quantum impedance)
Імпеданс в технічній фізиці характеризує силу реакції середовища на якесь збурення. На границі середовищ з різними імпедансами сили хвильового збурення та реакції середовища різні, що викликає появу відбитої хвилі.
Для визначення квантово-механічного імпедансу проходження електроном границі східцевого потенціалу, перепишемо хвильову функцію в області негативних значень координати у вигляді:
{\displaystyle \psi (x)\approx \;e^{ik_{1}x}+re^{-ik_{1}x},} при {\displaystyle x\to \;-\infty :}
{\displaystyle r={\sqrt {R}}} -редукований коефіцієнт відображення, який у загальному вигляді можна представити у формі:
{\displaystyle r={\frac {1-\rho }{1+\rho }},}
де {\displaystyle \rho ={\sqrt {\frac {E-V_{0}}{E}}}}. В загальному випадку цей параметр визначається так:
{\displaystyle \rho ={\sqrt {\frac {m_{1}(E-V_{0})}{m_{2}E}}}},
де {\displaystyle m_{1}}- ефективна маса частки в першому середовищі, а {\displaystyle m_{2}}- ефективна маса частки в другому середовищі.
Вираз для хвильової функції в області негативних значень координати подібний до формули передачі струму в лінії передачі із розподіленими параметрами (довга лінія). При цьому відношення хвильових опорів буде:
{\displaystyle \rho ={\frac {Z_{L}}{Z}}}
де {\displaystyle Z_{L}}- імпеданс навантаження, а {\displaystyle Z}- хвильовий імпеданс лінії. Із порівняння виразів для {\displaystyle \rho } у випадку квантово- механічної та електромагнітної хвиль витікає, що квантово-механічний імпеданс
{\displaystyle Z~{\sqrt {(E-V_{0})/m}}}.
Абсолютне значення квантово-механічного імпеданса визначається із рівності густини потоку ймовірності в квантовому середовищі та середньої потужності в еквівалентній лінії передачі:
{\displaystyle Z=2{\sqrt {2(E-V_{0})/m}}}.
Розглянемо особливості проходження хвильового фронту між 1-ю та 2-ю (при {\displaystyle E>V_{0}}). Коефіцієнт проходження {\displaystyle t_{2}={\sqrt {D}}}, рівний амплітуді хвилі, що пройшла бар'єр, при одиничній амплітуді падаючої хвилі, визначається із граничних умов:
{\displaystyle t_{2}=1+r={\frac {2}{1+\rho }}}.
Згідно із законом збереження енергії амплітуда хвилі, що проходить із середовища 1 в середовище 2, з боку середовища 1, рівна:
{\displaystyle t_{1}=2{\frac {\sqrt {\rho }}{1+\rho }}}.
Звідси видно, що
{\displaystyle t_{2}=t_{1}/{\sqrt {\rho }}}.
Таким чином, внаслідок різниці імпедансів середовищ на границі розділу протікає трансформація амплітуди хвилі, що проникає. Коефіцієнт трансформації рівний кореню квадратному від відношення імпедансів. Трансформація прохідної хвилі супроводжується формуванням відображеної хвилі.
Вираз для коефіцієнта відбиття через відношення імпедансів є універсальним для хвиль різної природи. Знак перед виразом залежить від фізичної величини, яка характеризується хвилею. Для хвилі з коефіцієнтом відбиття, рівному {\displaystyle -r} (наприклад, напруга в лінії передачі, нормальна складова вектора напруженості електричного поля електромагнітної хвилі),
{\displaystyle t_{2}=2{\frac {2\rho }{1+\rho }}={\sqrt {\rho }}t_{1}}.
В цьому випадку коефіцієнт трансформації буде рівний — {\displaystyle 1/{\sqrt {\rho }}}.
В рамках імпендансної моделі області квантових середовищ з різними потенціалами та ефективними масами часток моделюються відрізками лінії передачі з відмінними імпедансами. Аналіз квантово- механічної структури зводиться до аналізу неоднорідної лінії передачі. Оскільки характеристики відбиття та проникнення залежать не від абсолютних значень імпедансів середовищ, а від їх відношення, то використання нормованих імпедансів дозволяє спростити викладки.
Імпедансна модель, що базується на концепції квантово-механічного імпедансу та теорії ліній передачі, — фізична по суті, на відміну від традиційного підходу, що використовує математичні матричні моделі.

## Зауваження
Необхідно відзначити, що на відміну від традиційного підходу, де коефіцієнти відбиття та проникання визначаються через відношення ймовірностей налітаючих та відбитих хвильових функцій, то у випадку імпендансної моделі ми маємо справу із самими хвильовими функціями (вірніше із їх коефіцієнтами).